# Capilla palatina de Nápoles
La capilla palatina (en italiano: cappella palatina), también llamada capilla real de la Asunción (en italiano: cappella reale dell'Assunta), es una capilla desconsagrada situada en el interior del Palacio Real de Nápoles.

## Historia
Las obras de construcción de la capilla palatina empezaron en 1643 bajo la dirección de Francesco Antonio Picchiatti: en 1644 el mismo Picchiatti preparó el anuncio del concurso para las decoraciones y en 1646, año en el que fue consagrada a la Asunción, empezaron las primeras celebraciones por voluntad del virrey Rodrigo Ponce de León; además, en este mismo periodo se pagaron las decoraciones interiores ejecutadas por artistas como Jusepe de Ribera, que pintó el retablo del altar mayor, la Santísima Concepción, Giovanni Lanfranco, Charles Mellin y Giulio y Andrea Lazzari.
En el curso de los siglos XVII y XVIII, además de las normales funciones religiosas, la iglesia era utilizada como sede de la escuela musical napolitana y de los maestros de capilla, albergando a artistas como Alessandro y Domenico Scarlatti, Giovanni Battista Pergolesi y Giovanni Paisiello. Entre 1660 y 1668 se realizaron obras de restauración, al igual que durante el siglo XIX, en particular: durante el reinado de Joaquín Murat, entre 1808 y 1815, obras encargadas a Antonio De Simone; a mediados del siglo, bajo la dirección de Gaetano Genovese; y a finales de la dominación borbónica, cuando asumió su aspecto definitivo.
Fueron varios los daños que sufrió durante la Segunda Guerra Mundial y, después de ser desconsagrada en 1943, fue restaurada y destinada a la exposición de objetos sagrados.

## Descripción

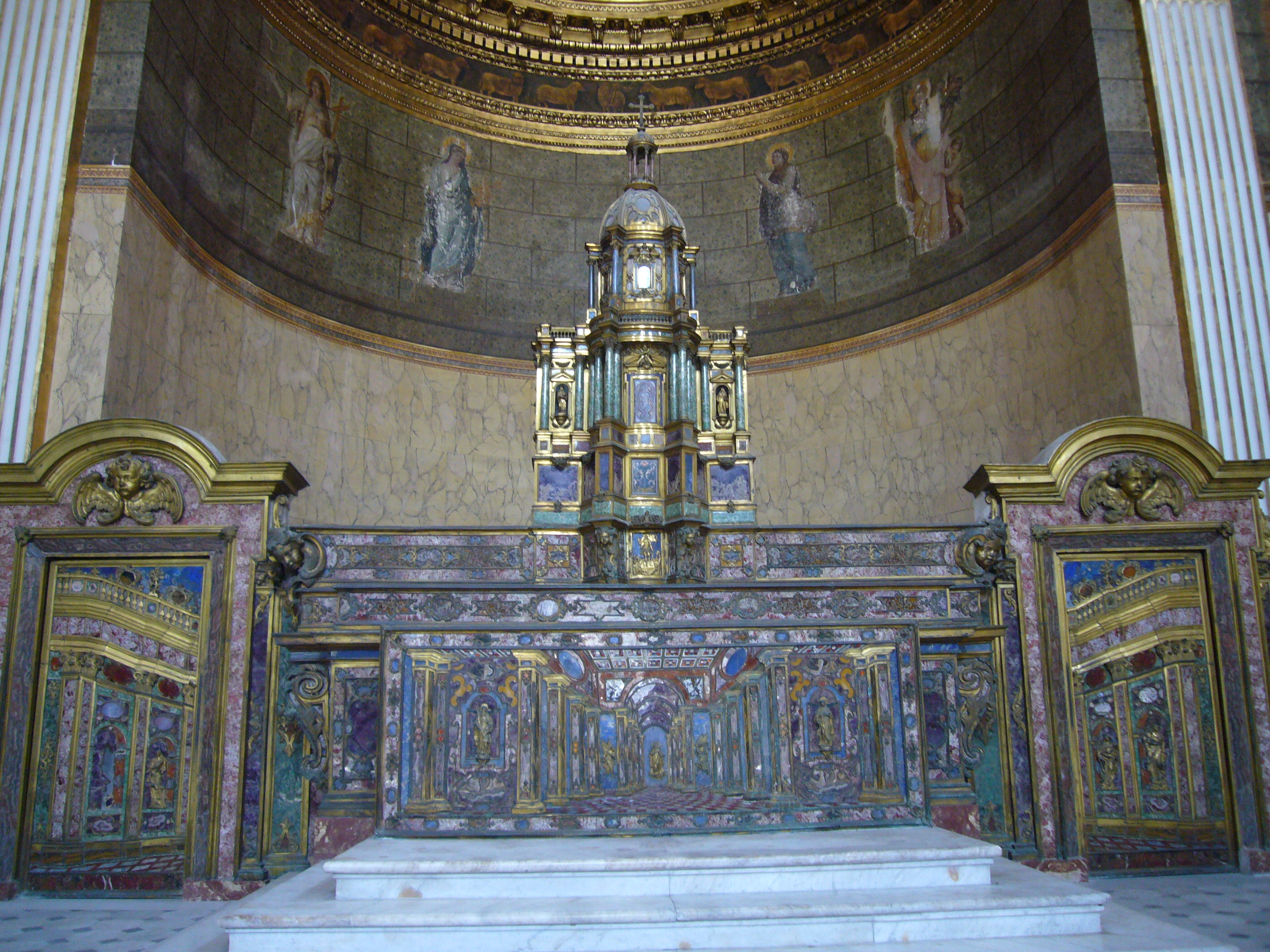
El altar mayor.

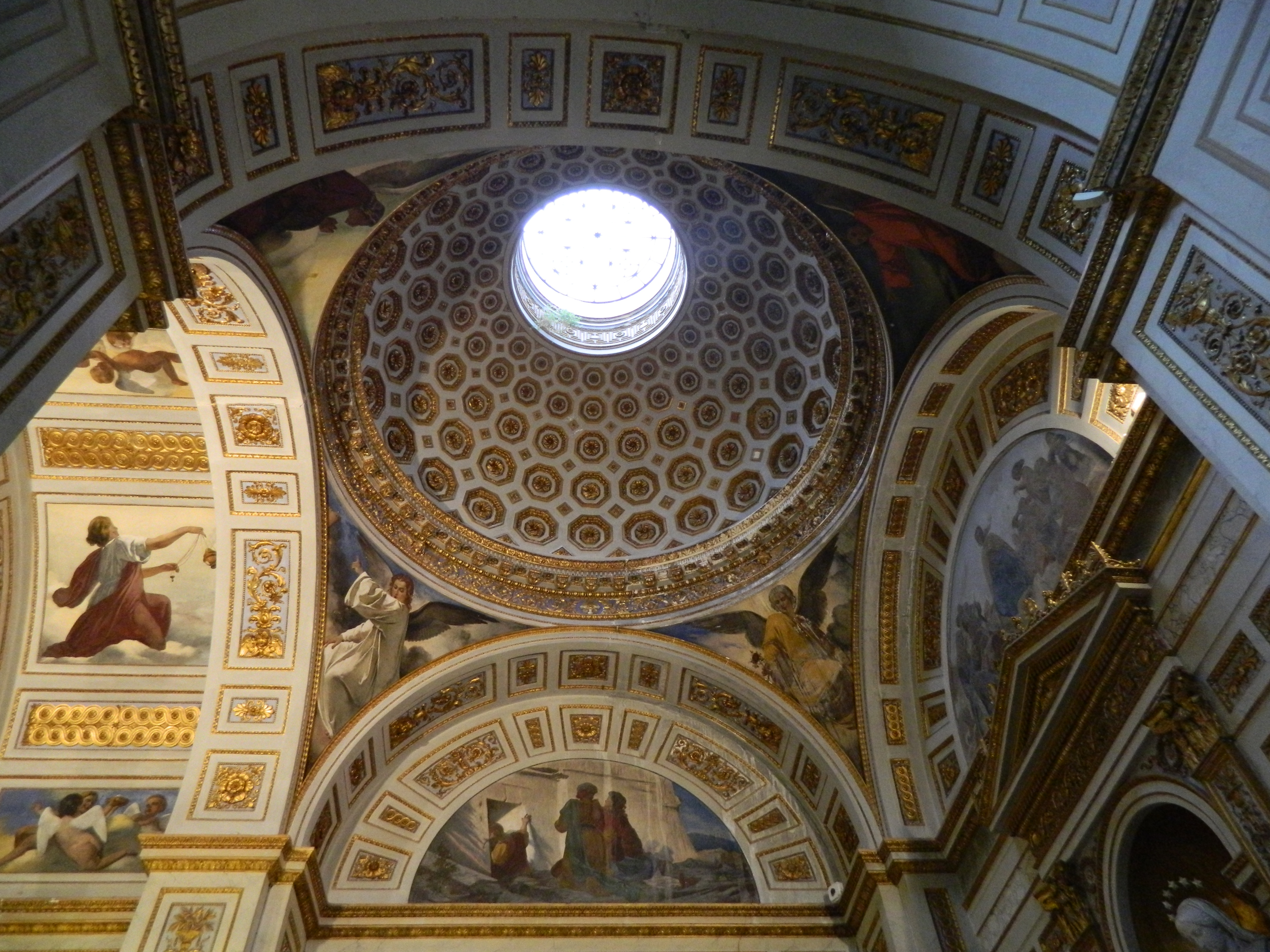
Cúpula de una de las capillas laterales.

El acceso a la capilla se realiza a través de una puerta de madera del siglo XVI, obra de Benvenuto Tortelli, proveniente de la capilla del Palacio Virreinal, del cual es el objeto más antiguo que se conserva: colocada en su posición actual durante las restauraciones dirigidas por Genovese en el siglo XIX, en una cornisa neoclásica, es de madera tallada en falso bronce, dividida en varios compartimentos, con decoraciones que hacen referencia a la estrella y a la concha, símbolos de la Concepción y de Santiago el Mayor, venerado en la capilla del Palacio Virreinal.
Su interior se presenta a nave única con tres capillas a lo largo de los lados: toda la estancia está decorada con estucos en blanco y oro, que datan de finales de la dominación borbónica y fueron ejecutados por artistas pertenecientes a la Academia de Bellas Artes de Nápoles, los cuales se ocuparon entre otros también de una serie de frescos con tema Historia de la Virgen, entre los cuales la Asunción bajo la nave, de Domenico Morelli, y las Historias de Cristo. A lo largo de los dos lados de la nave, cerca de las ventanas, hay frescos de Giacomo del Po con tema Historias del Génesis, que datan de 1706, mientras que en la zona del ábside, realizada a falso casetonado y en la franja inferior de la nave, de mármol falso, hay una representación del Eterno Padre entre Jesucristo, la Virgen y los Evangelistas, los ángeles y los querubines, en estilo bizantino, que data del 1815 y es obra de Giuseppe Cammarano. El altar mayor proviene de la iglesia de Santa Teresa degli Scalzi y fue trasladado al Palacio Real en 1808, tras la supresión de las órdenes monásticas ordenada por José I Bonaparte: obra de Dionisio Lazzari del 1674, está realizado en piedras duras como ágape, ónix, lapislázuli, amatista y cobre, y tiene una forma similar a un templo con columnas, con la inserción de figuras doradas de ángeles y santos entre los cuales se encuentra santa Teresa.
Entre los cuadros custodiados en la capilla están Calvario y San Pedro de Alcántara se aparece a santa Teresa de Francesco De Maria, provenientes de la iglesia de San Giuseppe delle Scalze a Pontecorvo. En el interior de la capilla se realizó una exposición permanente de objetos sagrados expuestos previamente en la sacristía, dispuestos en orden cronológico: esculturas y objetos del siglo XVIII, colocados hacia la entrada, y objetos del siglo XIX y reliquias, dispuestas hacia el altar. Entre las obras presentes: Cristo, de márfil, San Miguel derrotando a los demonios, en alabastro, que data de los primeros años del siglo XVIII y proviene del oratorio privado de Fernando I de las Dos Sicilias, una serie de cálices y custodias de Lorenzo Cavalieri, el hábito penitencial de Clotilde de Francia y varias obras de filigrana y miniaturas de márfil, además de la vestidura completa utilizada para la visita a Nápoles en 1849 del papa Pío IX, incluido un paraguas procesional bordado en chenille sobre seda blanca.
En el interior de la capilla está el pesebre del Banco di Napoli, compuesto por casi cuatrocientas piezas que datan de un período comprendido entre los siglos XVIII y XIX, algunas de ellas modeladas por escultores napolitanos como Giuseppe Sanmartino y Angelo Viva.

## Maestros de capilla, vicemaestros y organistas
Maestros de capilla incluidos: 
- El primer maestro de capilla Diego Ortiz llegó en compañía del virrey Pedro de Toledo (1558-1570),
- Francisco Martínez de Loscos (1570-?),
- Un maestro flamenco,
- Otro maestro flamenco Giovanni de Macque (1599–1614),
- El italiano Giovanni Maria Trabaci (1614–46),
- Los napolitanos Andrea Falconieri (1647–56), y
- Filippo Coppola (1658–80)
- El veneciano Pietro Andrea Ziani (1680–84),
- Alessandro Scarlatti (1684-1702, y de nuevo en 1708-25),
- Alternando sus ausencias con Francesco Mancini (1702-1708, y de nuevo en 1725-1737),[8]
- Domenico Sarro (1737–1744),
- Leonardo Leo (1744),
- Giuseppe de Majo (1745–1771),
- Pasquale Cafaro (1771–1787),
- Paisiello (1787-)[9]

Vice maestros Domenico Sarro (-1707, y de nuevo 1725 to 1734), en 1725 fue nombrado sucesor de la capilla Real de Nápoles Leonardo Vinci. Francesco Provenzale fue maestro onorario.
Organista incluido, Leonardo Leo.